# Доувър (замък)
Вижте пояснителната страница за други значения на Доувър.
Замък Доувър (на английски: Dover Castle) е средновековен замък в Доувър, Кент, Англия.
Построен през XII век, замъкът често е описван като „Ключа към Англия“ поради своята значимост, доказала се с хода на историята.

## Допълнително четене
- John Goodall – „Dover Castle and the Great Siege of 1216 Архив на оригинала от 2012-02-04 в Wayback Machine.“, Chateau Gaillard v.19 (2000) (в онлайн версията липсват диаграмите от оригинала)
- Kate Jeffrey – „Dover castle“, Published by English Heritage, 1997